# Яношка, Лукаш
Лу́каш Яно́шка (пол. Łukasz Janoszka; 18 марта 1987, Бытом) — польский футболист, нападающий клуба «Заглембе» (Любин).
Воспитанник клуба «Рух» из города Радзёнкув. В 2004 году попал в хожувский «Рух». Клуб выступал во Второй лиге Польши. В 2006 году выступал за команду «Валка» из города Макошовий. В сезоне 2006/07 вместе с клубом выиграл Первую лигу Польши и вышел в Экстраклассу. В Экстраклассе дебютировал 27 июля 2007 года в выездном матче против «Дискоболии» (1:4), Яношка вышел на 84 минуте вместо Павла Балаша. Осенью 2008 года выступал на правах аренды за «Катовице».
В составе молодёжной сборной Польши до 21 года выступал на молодёжном чемпионате мира 2007 в Канаде. Провёл 2 матча против Бразилии и Аргентины, выходя на замены.
Его отец Мариан Яношка (1961) — известный польский футболист, известен игрой за «Рух» (Радзёнкув) и «Катовице».

## Достижения
- Победитель Первой лиги Польши (1): 2006/07